# 法界寺 (中津川市)
法界寺（ほうかいじ）は、岐阜県中津川市下野にある臨済宗妙心寺派の寺院。山号は良雪山。本尊は釈迦如来。恵那中部新四国八十八ヶ所六番。
近隣にある下野庚申堂は、法界寺が管理している。

## 歴史
慶長6年（1601年）、浄土宗の法界庵という寺院として、下野村の田代の良雪にて明天が開山した。
万治元年（1658年）8月に、二世の薫誉貞岩が遷化するまでは浄土宗の寺院として38年間続いた。
元和元年（1615年）、苗木藩初代藩主の遠山友政は、苗木に菩提寺として臨済宗妙心寺派の雲林寺を開基した。
その後、苗木藩主は領内に雲林寺の末寺の開基を推進し、また他宗派の寺院を臨済宗妙心寺派へ転宗させて雲林寺の末寺とした。
寛文元年（1661年）、苗木藩3代藩主の遠山友貞の時に、法界寺は臨済宗妙心寺派へ転宗するとともに雲林寺の末寺となった。
改宗後の一世は仙翁禅洞が務めたが、元禄初期の二世の元室是享の代に、現在地に移ったと伝わる。
移転の理由としては、飛騨街道が田代通りから馬場通りに変わったこと。上野村の檀徒が加わり、更に田瀬村で曹源寺が廃寺となったため檀徒が移って来たこと。もう一つは火災があったのではないかと思われる。
元禄13年（1700年）に、下野村・田瀬村・上野村の檀徒により間口6間、奥行5間の本格的な本格的な本堂が建てられたが、苗木藩の方針に則して木曽五木は使われず杉材にて建てられた。
江戸時代末から明治初頭にかけて苗木藩では、平田篤胤の復古神道の影響を強く受けた青山景通・青山直通親子が主導する先鋭化した廃仏毀釈運動が起きた。藩主の遠山友禄は、青山景通により復古神道を薦められ心酔した。
明治3年（1870年）8月15日、苗木藩は廃仏毀釈の実行を藩内に通知した。これにより苗木藩領であった下野村の一部と、田瀬村・上野村との檀徒が神道に改宗を強制されて離壇した。
苗木藩内の寺院15ヶ寺の内14ヶ寺の住職は還俗することと決まったが、 苗木遠山氏の菩提寺である雲林寺十七世の浅野剛宗 (剛宗宗戴)のみは還俗を拒んだ。
青山景通は、浅野剛宗(剛宗宗戴)に対し5人扶持で教諭として雇用するとの条件で説得したが、これを拒み、黄金300両と苗木遠山氏累代の位牌と仏具を貰い受けて、下野村の中でも幕府領の地区にあったがために廃仏毀釈が及ばなかった法界寺の一室に移った。八世の法堂恵周が住持の時であった。
また同年、恵那郡坂下村にあった長昌寺が廃仏毀釈により取壊された際に、本尊の木造釈迦如来坐像と木造役行者倚像が法界寺に移された。
明治30年（1897年）、九世の憲洲宗憲は、益田郡の地蔵寺へ転住した。
明治42年（1909年）、坂下村に静岡県志太郡瀬戸谷村より蔵田寺が移建されると、法界寺で安置していた木造釈迦如来坐像と木造役行者倚像は、蔵田寺に移されて現在に至っている。
昭和5年(1930年)、十世の渓宗曹滴は、十一世の渓厳曹逸に法界寺を託して、住持を兼務していた恵那郡蛭川村の高徳寺へ転住した。

### 境内
- 本堂の西側に開山御廟塔がある。
- 苗木藩の廃仏毀釈時に割られたと思われる石仏が祀られている小堂がある。

## 下野庚申堂
鎌倉時代初頭に、真言宗の高僧であった文覚上人が諸国行脚の途中で、この地に立寄った時に村人の信心に応えて青面金剛童子の像を祀ったことに始まるという。
三面六臂の顔相が猿に似ているため、神道では猿田彦とされて病魔・病鬼を払いのける神仏として信仰されてきた。
現在の堂宇は安永7年(1778年)に建立されたもので、前堂を明治23年(1890年)に再建した際には、山岡鉄舟の筆による「金剛王」の大額を寄進された。
60年毎の庚申の年には大開帳が行われている。